# Пасіка (Шарканський район)
Па́сіка (рос. Пасека) — починок у складі Шарканського району Удмуртії, Росія.

## Населення
Населення — 10 осіб (2010; 12 у 2002).
Національний склад станом на 2002:
- росіяни — 92 %